# Torneio do Guadiana
O Torneio do Guadiana é um torneio internacional de futebol jogado na pré-época, realizado anualmente na cidade portuguesa de Vila Real de Santo António. Devido a cortes orçamentais da câmara municipal de Vila Real de Santo António, as edições de 2011 e 2012 realizaram-se no Estádio Algarve da cidade de Faro. Em 2013, o torneio realizou-se na cidade de Portimão.

## Edições
| Ano  | 1º                   | 2º                  | 3º             | 4º              | Local                                            |
| ---- | -------------------- | ------------------- | -------------- | --------------- | ------------------------------------------------ |
| 2001 | Vitória de Guimarães | SC Farense          | Sevilla FC     |                 | Vila Real de Santo António                       |
| 2002 | Benfica              | Vitória de Setúbal  |                |                 | Vila Real de Santo António                       |
| 2003 | Belenenses           | Benfica             |                |                 | Vila Real de Santo António                       |
| 2004 | Real Betis           | Benfica             |                |                 | Vila Real de Santo António                       |
| 2005 | Sporting             | Vitória de Setúbal  | Middlesbrough  | Real Betis      | Ayamonte, Portimão (meias-finais) e Faro (final) |
| 2006 | Sporting             | Deportivo La Coruña | Benfica        |                 | Vila Real de Santo António                       |
| 2007 | Benfica              | Real Betis          | Sporting       |                 | Vila Real de Santo António                       |
| 2008 | Sporting             | Blackburn Rovers    | Benfica        |                 | Vila Real de Santo António                       |
| 2009 | Benfica              | Olhanense           | RSC Anderlecht | Athletic Bilbao | Vila Real de Santo António                       |
| 2010 | Benfica              | Aston Villa         | Feyenoord      |                 | Vila Real de Santo António                       |
| 2011 | Benfica              | RSC Anderlecht      | Paris SG       |                 | Faro                                             |
| 2012 | Newcastle United     | Olympiacos FC       | SC Braga       |                 | Faro                                             |
| 2013 | SC Braga             | West Ham United     | Sporting CP    |                 | Portimão                                         |

## Número de vitórias
| Clube | Vencedor | Finalista vencido |
| Benfica | 5        | 2                 |
| Sporting CP                                                                                                 | 3        | 0                 |
| Real Betis                                                                                                  | 1        | 1                 |
| Vitória de Guimarães Belenenses Newcastle United SC Braga                                                   | 1        | 0                 |
| Vitória de Setúbal                                                                                          | 0        | 2                 |
| Farense Deportivo La Coruña Blackburn Rovers Olhanense Aston Villa Anderlecht Olympiacos FC West Ham United | 0        | 1                 |